# 阿纳托利·别洛格拉佐夫
阿纳托利·阿列克谢耶维奇·别洛格拉佐夫（俄语：Анатолий Алексеевич Белоглазов，1956年9月16日—），苏联男子摔跤运动员。他曾代表苏联参加1980年夏季奥林匹克运动会摔跤比赛，获得男子自由式蝇量级金牌。